# جون دول
جون دول (بالإنجليزية: John Dall)‏ كان ممثل أمريكي.

## روابط خارجية
- جون دول على موقع IMDb (الإنجليزية)
- جون دول على موقع ألو سيني (الفرنسية)
- جون دول على موقع تيرنر كلاسيك موفيز (الإنجليزية)
- جون دول على موقع أول موفي (الإنجليزية)
- جون دول على موقع قاعدة بيانات برودواي على الإنترنت (الإنجليزية)
- جون دول على موقع قاعدة بيانات الأفلام السويدية (السويدية)
- جون دول على موقع إن إن دي بي (الإنجليزية)
- جون دول على موقع قاعدة بيانات الفيلم (الإنجليزية)
- جون دول على موقع كينوبويسك (الروسية)